# Народный союз (Исландия)
Народный союз (иногда Народный альянс, исл. Alþýðubandalagið) — левая политическая сила в Исландии XX века (сперва избирательный блок Единой социалистической партии Исландии и её союзников в 1956—1968 годах, затем социалистическая партия в 1968—1998 годах).

## История
В 1916 году в Исландии была образована Социал-демократическая партия (Alþýðuflokkurinn). В 1930 году партия раскололась, что привело к образованию Коммунистической партии Исландии (Kommúnistaflokkur Íslands), признанной исландской секцией Коммунистического Интернационала. В 1937 году социал-демократы пережили очередной раскол, и отколовшаяся левосоциалистическая группа объединилась с коммунистами, образовав Единую социалистическую партию (ЕСПИ, Sósíalistaflokkurinn). Однако новая партия не стала членом Коминтерна, как её предшественница.
4 апреля 1956 года ЕСПИ создала электоральный альянс с ещё одним левым отколом от социал-демократов — фракцией «Эгалитарное общество» во главе с лидером исландских профсоюзов и бывшим председателем СДПИ Ганнибалом Вальдимарссоном, — образовав таким образом «Народный союз».
В 1963 году к избирательному блоку «Народный союз» также присоединилась Партия защиты нации (Þjóðvarnarflokkurinn), основанная выходцами из различных политических сил на основе платформы нейтрального статуса и выхода из НАТО. Альянс собрал 14 274 голоса (16 %) и избрал 9 депутатов (из 60), включая Гилса Гудмундссона, бывшего члена парламента (1953—1956) от Партии защиты нации, который таким образом вернулся в Альтинг до 1979 года. К середине 1960-х годов, по подсчётам Государственного департамента США, численность членов «Народного союза» составляла около 1000 человек (1 % трудоспособного населения Исландии).
В ноябре 1968 года решением Национальной конференции «Народного союза» тот официально преобразовался из межпартийной коалиции в единую политическую партию. Центральный комитет ЕСПИ заявил о прекращении деятельности прежней партии с 31 декабря 1968 года, но большая часть членов ПЗН вышли из «Народного союза», как и Ганнибал Вальдимарссон, создав во главе с ним собственный «Союз либералов и левых», или «Союз свободомыслящих и левых».
Согласно собственным заявлениям, партия «Народный союз» объединяла рабочих, рыбаков, крестьян, а также мелких служащих и представителей радикально настроенной интеллигенции; выступала за улучшение жизненных условий трудящихся, развитие независимой национальной экономики, выход Исландии из НАТО, ликвидацию военной базы США в Кеблавике и вывод американских войск из Исландии (равно как и всеобщую ликвидацию военных блоков). Своей главнойцелью партия заявляла коренное преобразование существующей в Исландии общественной системы с установлением общественной собственности на основные средства производства.
На выборах 1971 года новая партия получила 17 % голосов, заняв 3-е место и 10 мандатов в парламенте, вернувшись в правящую коалицию: в правительство вошли двое её представителей. На парламентских выборах 1978 года партия под началом Людвика Йосепссона (министра рыболовства во время Тресковых войн) показала свой лучший результат — почти 23 % и 14 мандатов, что позволило ей занять второе место, обойдя социал-демократов и сформировав с теми и Прогрессивной партией левоцентристское правительство. Однако с 1983 года сила пребывала в оппозиции.
В 1998 году она объединила свои силы с Социал-демократической партией, «Женским списком» (Samtök um kvennalista) и «Национальным пробуждением» (Þjóðvaki, ещё одна бывшая левая группа СДПИ), образовав Социал-демократический альянс (Samfylkingin) как широкую левоцентристскую партию. Однако «Народный союз» продолжил существовать на бумаге до тех пор, пока не будут выплачены его долги.
К тому же, часть членов объединившихся партий (особенно же «Народного союза», в том числе некоторые депутаты от него) остались недовольны курсом, взятым руководством альянса, который они обвинили в оппортунизме. Вследствие этого они покинули ряды альянса, образовав в феврале 1999 года придерживающуюся экосоциалистической ориентации партию «Лево-зелёное движение» (Vinstrihreyfingin — grænt framboð), занявшую по сути ту же самую левую нишу среди парламентских сил, что и ЕСПИ с «Народным союзом» ранее.
Хотя «Народный союз» позиционировал себя как левосоциалистический, а не строго коммунистическим, но считался исландским представителем мирового коммунистического движения. Он выступал против НАТО и присутствия американских военных сил в Исландии. Он также выступала против членства Исландии в Европейском Союзе и соглашения 1993 года о ЕЭЗ между ЕС и ЕАСТ, куда входит Исландия. Взгляды партии отражала газета «Тьоудвильинн» («Þjóðviljinn»). Молодёжная лига Народного союза была известна как ÆFAB.
Высшим органом выступал съезд партии, избирающий Национальный совет, на ежегодных заседаниях которого избирался состав Центрального комитета; Исполком последнего осуществлял повседневное руководство партией. Первым председателем Народного союза был Рагнар Арнальдс. Будущий президент Исландии Оулавюр Рагнар Гримссон был председателем партии с 1987 по 1995 год, вступив в неё из «Союз либералов и левых» после того, как вышел из Прогрессивной партии.
С 1956 по 1991 год партия участвовала в пяти коалиционных правительствах, начиная с последнего кабинета Херманна Йоунассона (1956—1958), затем в обоих кабинетах Оулавура Йоуханнессона (1971—1974 и 1978—1979), затем в единственном кабинете Гюннара Тороддсена (1980—1983) и, наконец, в последнем правительстве Стейнгримура Херманнссона (1988—1991).

## Результаты выборов
| Выборы      | Голоса | %    | Места    | +/- | №     | Правительство |
| ----------- | ------ | ---- | -------- | --- | ----- | ------------- |
| 1956        | 15,859 | 19.2 | 8 из 52  | ▲ 8 | ▲ 4-е | Коалиция      |
| 1959 (июнь) | 12,929 | 15.2 | 6 из 52  | ▼ 2 | ▲ 3-е | Оппозиция     |
| 1959 (окт.) | 13,621 | 16.0 | 10 из 60 | ▲ 4 | ▬ 3-е | Оппозиция     |
| 1963        | 14,274 | 16.0 | 9 из 60  | ▼ 1 | ▬ 3-е | Оппозиция     |
| 1967        | 16,923 | 17.6 | 10 из 60 | ▲ 1 | ▬ 3-е | Оппозиция     |
| 1971        | 18,055 | 17.1 | 10 из 60 | ▬ 0 | ▬ 3-е | Коалиция      |
| 1974        | 20,924 | 18.3 | 11 из 60 | ▲ 1 | ▬ 3-е | Оппозиция     |
| 1978        | 27,952 | 22.9 | 14 из 60 | ▲ 3 | ▲ 2-е | Коалиция      |
| 1979        | 24,401 | 19.7 | 11 из 60 | ▼ 3 | ▼ 3-е | Коалиция      |
| 1983        | 22,490 | 17.3 | 10 из 60 | ▼ 1 | ▬ 3-е | Оппозиция     |
| 1987        | 20,387 | 13.3 | 8 из 63  | ▼ 2 | ▼ 4-е | Оппозиция     |
| 1991        | 22,706 | 14.4 | 9 из 63  | ▲ 1 | ▬ 4-е | Оппозиция     |
| 1995        | 23,597 | 14.3 | 9 из 63  | ▬ 0 | ▲ 3-е | Оппозиция     |